# Эндбиль
Эндбиль — село в иранской провинции Восточный Азербайджан в шахрестане Шабестар. Расположен в 40 км к северо-западу от Тебриза и  в 9 км от Суфиана. Деревня имеет давнюю историю, в настоящее время в ней проживает около 300 семей и 1000 человек. Находится на высоте 1660 метров над уровнем моря.

## Характеристики
Размеры земельного участка, принадлежащего деревне — 60 х 10 км. Есть источник минеральной воды, развит туризм, в деревне есть канализация, дороги с твердым покрытием, водоснабжение, развито сельское хозяйство. Наличие газа, электричества, стационарных телефонов и мобильной связи способствует строительству вилл, в основном, жителями Тебриза.